# Salamander (entreprise)
Pour les articles homonymes, voir Salamander.
Salamander est une entreprise allemande vendant des chaussures et des sacs à main.
Le nom Salamander et le logo avec la salamandre de feu sont une marque déposée le 5 décembre 1899 auprès de l'Office impérial des brevets à Berlin par Rudolf Moos, un marchand de cuir berlinois né à Bad Buchau et parent d'Albert Einstein. Inspiré par l'illustration d'une broche dans un journal anglais, le symbole d'un lézard a constitué la source d'inspiration pour la marque des premiers produits d'un cirage qu'il fabriquait. En raison des affaires internationales prévues, Moos utilisa dès le début la désignation « Salamander », car ce mot ne nécessitait pas de traduction. Au début, ce cirage était fabriqué dans les caves de son magasin au 221 de la Friedrichstraße à Berlin. En 1903, il fit réaménager le magasin de chaussures, y compris la façade et le logo. C'est ainsi que le premier magasin Salamander ouvrit ses portes le 20 décembre 1903 à l'adresse indiquée à Berlin pour vendre des chaussures. Le 8 mai 1904, il fit enregistrer le nouveau logo Salamander comme marque de chaussures auprès de l'office des brevets de Berlin.
Depuis 2009, la société Salamander GmbH, dont le siège se trouve à Langenfeld (fabrication des chaussures Salamander et Lurchi, activités de succursales à l'étranger par le biais de sociétés locales, droits de marque mondiaux) et la société Salamander Deutschland GmbH & Co. KG, dont le siège est à Wuppertal (magasins allemands, boutique en ligne), perpétue la marque. Depuis 2016, les deux sociétés sont des filiales à 100 % d'Ara AG. 

## Activité en France
Salamander France a été créé en 1961 (SIREN 612044214). Elle emploie 134 personnes dans 38 points de vente et son chiffre d'affaires de 2017 est de 24 042 k€, la perte de l'exercice étant de 892 k€.